# Klosterbauerschaft
Klosterbauerschaft is een plaats in de Duitse gemeente Kirchlengern, deelstaat Noordrijn-Westfalen, en telt 2.455 inwoners (1 januari 2021; incl. tweede-woningbezitters).
Van origine is het een nederzetting van verspreid wonende boeren (Bauerschaft), die in de 18e eeuw grond hadden verkregen uit de verdeling van gronden van het aangrenzende Stift Quernheim. Aldaar bevinden zich ook de dichtstbijzijnde kerkgebouwen. Opvallend is, dat in dit -sedert circa 1970 door kleine woonwijken gedomineerde- Ortsteil van Kirchlengern geen kerk of moskee staat, maar wel een boeddhistische tempel.
In Klosterbauerschaft ligt een bedrijventerrein met daarop gevestigd midden- en kleinbedrijf van alleen regionaal of lokaal belang.